# Glandée

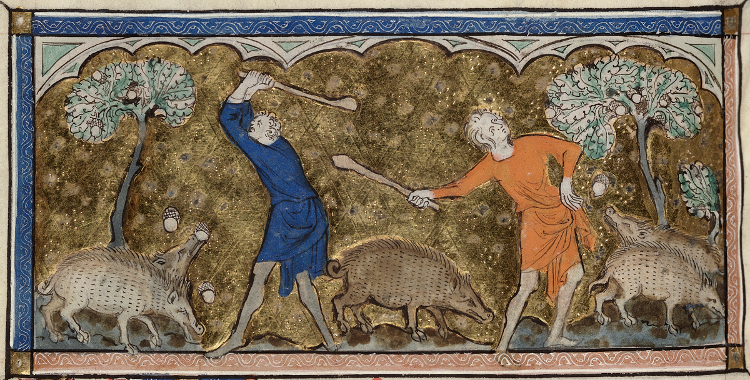
La récolte de glands pour nourrir les porcs (miniature du psautier de la reine Marie vers 1320-1330, British Library). À l'aide de gaules, des paysans frappent les branches de chênes au pied desquels se nourrissent des porcs.

La glandée est la production par les chênes de glands, ou leur consommation par les animaux, notamment les porcs.

## Fructification des chênes
La glandée est l'année où les chênaies produisent les glands : en France, plus on descend vers le Sud, plus elles sont fréquentes :
- Dans le Nord-Est : 1 glandée tous les 10 à 15 ans
- En Bourgogne : 1 glandée tous les 5 à 10 ans

Ces pics de fructification massive, suivis d'années de moindre production de glands, se réalisant de manière synchrone entre les chênes sur de grandes régions, existent aussi chez d'autres espèces forestières que les chênes. La production massive et synchrone de fruits par les arbres d'une même population au niveau régional définit l’année semencière  ou fructification de masse, le terme anglais « masting » étant également employé. Ce phénomène correspond à une stratégie de reproduction. Il s'observe par exemple chez le hêtre commun (Fagus sylvatica), dont la récolte de fruits se nomme la faînée, et chez certains pins (Pinus ponderosa) sous l'effet du climat. Les études suggèrent en effet que les températures élevées en avril associées à de faibles précipitations améliorent la pollinisation et les chances de fortes glandées. « Il est donc probable que le phénomène de masting à l'échelle de grands territoires ne soit pas une stratégie collective des arbres d'une même espèce qui communiqueraient entre eux, mais plutôt le déclenchement programmé de la reproduction pour cette espèce quand les facteurs favorables ».
Plusieurs hypothèses, non mutuellement exclusives, sont proposées pour expliquer l'apparition du masting au cours de l’évolution : satiété des prédateurs (rongeurs, ongulés, oiseaux, insectes) qui évite une prédation complète des fruits ; maximisation de l'efficacité de la pollinisation anémophile (augmentation du rapport production de graines / investissement en fleurs pour les années de forte floraison) ; régulation de la dynamique des communautés de prédateurs et d'insectes parasites pondant dans les fruits, évitant de les maintenir à un niveau élevé ; allocation des ressources dédiées certaines années au développement et à la croissance, et certaines autres à la reproduction.

## Culture populaire et folklorique
Le jeu de carte Magic : l'assemblée contient une carte nommée Glandée en français (Acorn Harvest en VO). La carte permet de mettre en jeu des jetons de créature écureuils.

### Pain de chêne
Jusqu'au XIXe siècle, les humains se nourrissent de pain d'orge ou d'avoine, puis de glands de chêne ou de racines en période de famine. Ils peuvent aussi faire de la farine qui donne un « pain de glands », appelé aussi « pain de chêne » à peine mangeable en raison de la forte teneur en tanins toxiques.

### Pâturage des porcs

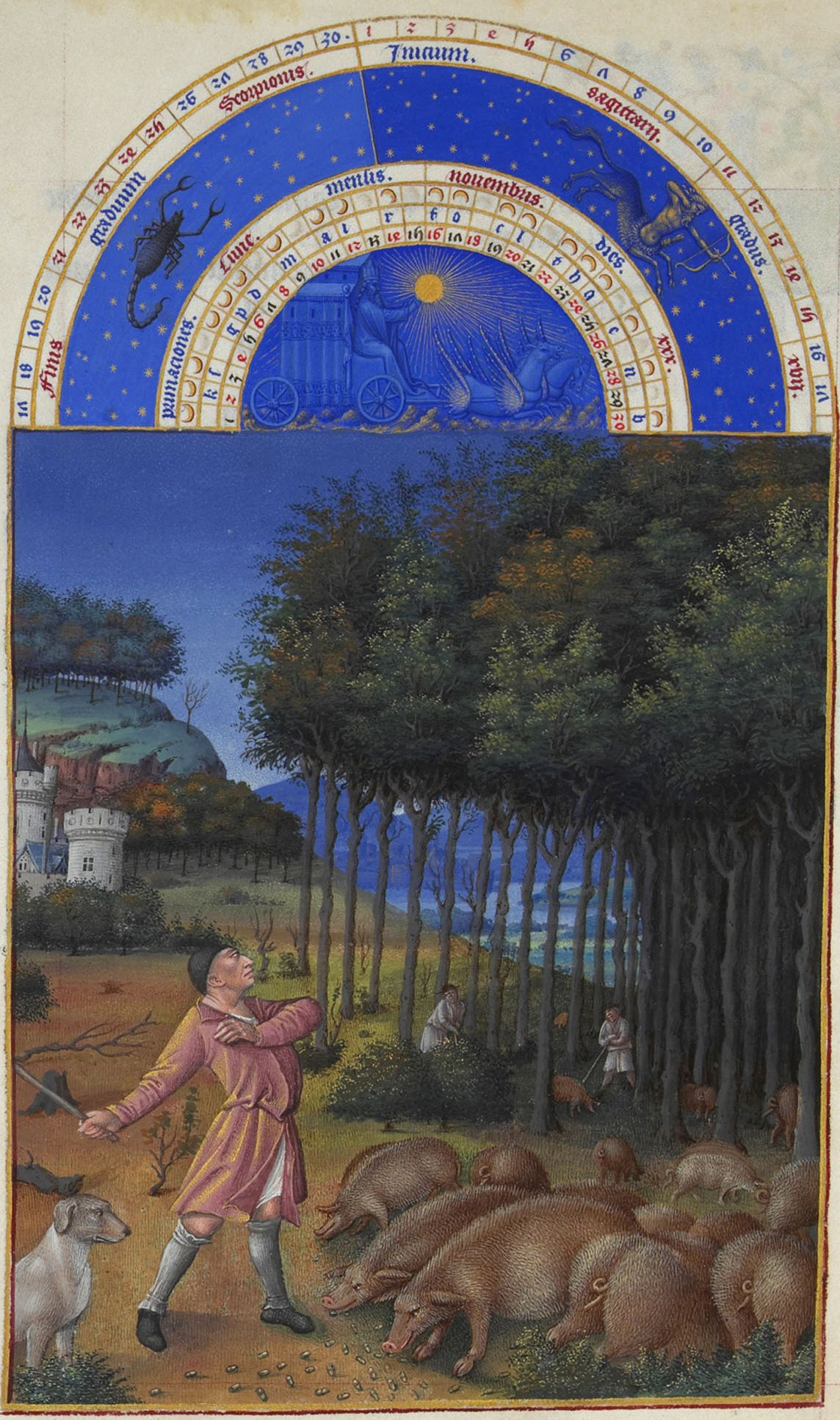
Le pratique de la glandée a longtemps organisé la transhumance forestière des porcs lors des années de fructification massive (miniature extraite du mois de novembre des Très Riches Heures du duc de Berry, XVe siècle).

La glandée ou panage désigne aussi une pratique consistant à envoyer ses porcs paître dans les forêts pour y consommer les glands des chênes et les faînes des hêtres.
En Angleterre, du temps de Guillaume le Conquérant, les forêts étaient encore si nombreuses et étendues qu'elles n'étaient pas valorisées par la quantité de bois, ou ce qui pourrait être abattu chaque année, mais par le nombre de porcs que les glands pouvaient entretenir.
Certains troupeaux de porcs sont encore élevés à la glandée : porc ibérique en Espagne et au Portugal, porc de Corse, porc en Sardaigne, en Autriche, etc. On a tenté de remettre des porcs à la glandée en Angleterre et en Allemagne pendant la Seconde Guerre mondiale.

#### En France
Dans les sociétés d'Ancien Régime, la glandée se pratique en automne, sa durée variant selon les coutumes, du début septembre (Notre-Dame de septembre), de la fin septembre (Saint-Michel) ou du début octobre (Saint-Rémy) à la fin octobre (Saint-André). Certaines coutumes la prolongent tout l'hiver. Les seigneurs fonciers perçoivent un droit de paisson mais ils ont tendance à restreindre les droits d'usage consentis aux paysans, surtout quand la récolte de glands est mauvaise (les seigneurs ont leur propre troupeau) ou que la surveillance des troupeaux est insuffisante (souvent l'ensemble des porcs du village étaient réunis en un seul troupeau surveillé par un pâtre commun). La divagation des animaux peut en effet causer des grands dommages aux cultures ou aux jeunes parcelles forestières dont les fragiles semis et rejets de taillis peuvent être détruits par le piétinement des bêtes. Les nombreux procès (attestés par le dépouillement des archives des communautés) et édits répressifs témoignent de la multiplication des conflits d'usages.
L'ordonnance de Colbert en 1669 sur les Eaux et Forêts réglemente strictement le droit de panage qui provoque régulièrement des conflits entre les propriétaires des forêts et les paysans usagers. Le droit d’usage des forêts (bois de construction, de chauffage, charbon de bois, pâture, glandée…) reste en effet une réalité fondamentale des sociétés d'Ancien Régime, si bien que la suppression ou la limitation de ce droit est mal accueilli ex explique que l'ordonnance est très partiellement appliquée. En contrepartie de ce droit qui favorise l'enfouissement des glands par le piétinement des cochons, des moutons, le droit exige que les villageois coupent le sommet de certains ronciers. Cette opération d'éclaircie sylvicole permet de dégager quelques tiges de chêne coincées dans cet épineux, ce qui donne la lumière suffisante pour la croissance de l'arbre (et les futures ressources qu'ils fourniront au gibier, garantes du succès des chasses à courre royales), mais maintient l'épineux autour de l'arbre afin de lui fournir un degré de protection suffisant contre les herbivores consommateurs.
Lors de la Révolution française les droits d'usage des forêts reviennent dans tous les cahiers de doléances ruraux et urbains. Réglés par une infinité de coutumes, leur application varie suivant les régions, voire suivant les forêts. Le droit féodal est aboli et la propriété forestière est modifiée, ce qui n'empêche pas les conflits de perdurer, notamment en raison de la surexploitation des espaces forestiers par les industries naissantes (forges, fourneaux, briqueteries et tuileries) qui se fixent au cœur des massifs forestiers pour s'approvisionner en charbon de bois. Le code forestier promulgué en 1827, défend le droit de propriété et réduit fortement ces droits, ce qui explique la guerre des Demoiselles. Ces droits peuvent être rachetés mais les usages comme la glandée dans les bois communaux tombent en désuétude au cours du XIXe siècle et deviennent marginaux au XXe siècle. La situation actuelle s'appuie sur les articles 63 et 64 de ce code. « L'autorité administrative peut, lorsque la forêt n'est pas « affranchie de servitude » décider que telle portion de forêt peut faire l'objet de droits d'usages. Le cantonnement et le rachat sont des aménagements à ces droits dans les forêts, soumis à la délivrance d'un titre délivré par l'Office national des forêts ».
Le porcher chargé d'accompagner les cochons en forêt était appelé le « glandeur ». Comme il était peu occupé, est resté l'expression populaire de glander, pour traduire une personne qui reste à ne rien faire.